# (184535) Audouze
(184535) Audouze est un astéroïde de la ceinture principale.

## Description
(184535) Audouze est un astéroïde de la ceinture principale. Il fut découvert par Bernard Christophe le 29 août 2005 à l'observatoire de Saint-Sulpice. Il présente une orbite caractérisée par un demi-grand axe de 2,89 UA, une excentricité de 0,073 et une inclinaison de 13,11° par rapport à l'écliptique.
Il fut nommé en hommage à Jean Audouze (né en 1940), élève d'Hubert Reeves, ancien directeur de l'Institut d'Astrophysique de Paris (1978-1989), responsable du télescope Canada-France-Hawaï.

## Compléments